# Roman Neustädter

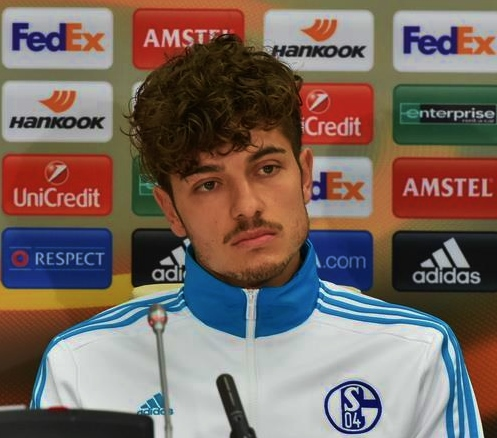
Roman Neustädter (2016)

Roman Neustädter (rusky Роман Петрович Нойштедтер; * 18. února 1988, Dněpropetrovsk, SSSR) je ruský profesionální fotbalista, který hraje na pozici defensivního záložníka za belgický klub KVC Westerlo a za ruský národní tým.
Od května 2016 má ruské občanství. V mládežnických úrovních reprezentoval Německo. Na seniorské úrovni reprezentoval dvakrát Německo a od června 2016 je reprezentantem Ruska.

## Reprezentační kariéra

### Německo
Neustädter je dvojnásobný německý reprezentant v kategorii U20. Za tým do 21 let odehrál jeden zápas - v poháru Valerije Lobanovského proti Íránu.
14. listopadu 2012 debutoval v německém národním A-týmu v přátelském utkání v Amsterdamu proti Nizozemsku (remíza 0:0). 29. května 2013 hrál poprvé v základní sestavě v přátelském zápase v USA proti Ekvádoru (výhra 4:2), v tomto zápase odehrál 66 minut, potom byl vystřídán Stefanem Reinartzem. Připravil gól na 4:0, který vstřelil Lars Bender. Byly to jeho jediné dva starty za německé reprezentační A-mužstvo.

### Rusko
V lednu 2016 jednal o možnosti hrát za ruský národní tým. V květnu 2016 byl nominován do ruské soupisky na EURO 2016 ve Francii, jelikož obdržel ruské občanství. Debutoval 1. června 2016 v přípravném utkání v Rakousku proti reprezentaci České republiky, dostal se na hřiště v 64. minutě (porážka 1:2).
Trenér Leonid Sluckij jej zařadil do závěrečné 23členné nominace na EURO 2016 ve Francii, kde Rusko obsadilo se ziskem jediného bodu poslední čtvrté místo v základní skupině B. Neustädter odehrál na turnaji dva zápasy ve skupině.

## Osobní život
Romanův otec Peter Neustädter je ruský Němec, který pochází z Kyrgyzstánu a byl profesionálním fotbalistou a reprezentantem Kazachstánu. Roman se narodil, když jeho otec hrál za FK Dněpr Dněpropetrovsk. Jeho otec následně hrál např. za FK Kajrat Almaty, Karlsruher SC, Chemnitzer FC a 1. FSV Mainz 05.
Neustädterův mladší bratr Daniel je také fotbalista, hrál mimo jiné za TuS Koblenz a FC Twente v Nizozemsku.

## Úspěchy
- Postup do Regionalligy West s rezervou 1. FSV Mainz 05: 2008[zdroj?]
- Postup do německé Bundesligy s 1. FSV Mainz 05 v roce 2009[zdroj?]